# Metalloleptura prasina
Metalloleptura prasina är en skalbaggsart som först beskrevs av Heller 1913.  Metalloleptura prasina ingår i släktet Metalloleptura och familjen långhorningar.
Artens utbredningsområde är Filippinerna. Inga underarter finns listade i Catalogue of Life.